# Lelliottia
Genre
Lelliottia est un genre de bacilles Gram négatifs (BGN) de la famille des Enterobacteriaceae. Son nom fait référence au phytopathologiste Ronald A. Lelliott en hommage à ses contributions à la compréhension des maladies végétales.

## Taxonomie
Ce genre est créé en 2013 par reclassement de deux espèces auparavant rattachées au genre Enterobacter, déjà comptées dans la famille des Enterobacteriaceae.
Jusqu'en 2016 il était rattaché par des critères phénotypiques à la famille des Enterobacteriaceae. Malgré la refonte de l'ordre des Enterobacterales par Adeolu et al. en 2016 à l'aide des techniques de phylogénétique moléculaire, Lelliottia reste dans la famille des Enterobacteriaceae dont le périmètre redéfini compte néanmoins beaucoup moins de genres qu'auparavant.

## Liste d'espèces
Selon la LPSN (1er novembre 2022) :
- Lelliottia amnigena (Izard et al. 1981) Brady et al. 2013
- Lelliottia jeotgali Yuk et al. 2018
- Lelliottia nimipressuralis (Carter 1945) Brady et al. 2013 – espèce type